# Sussa

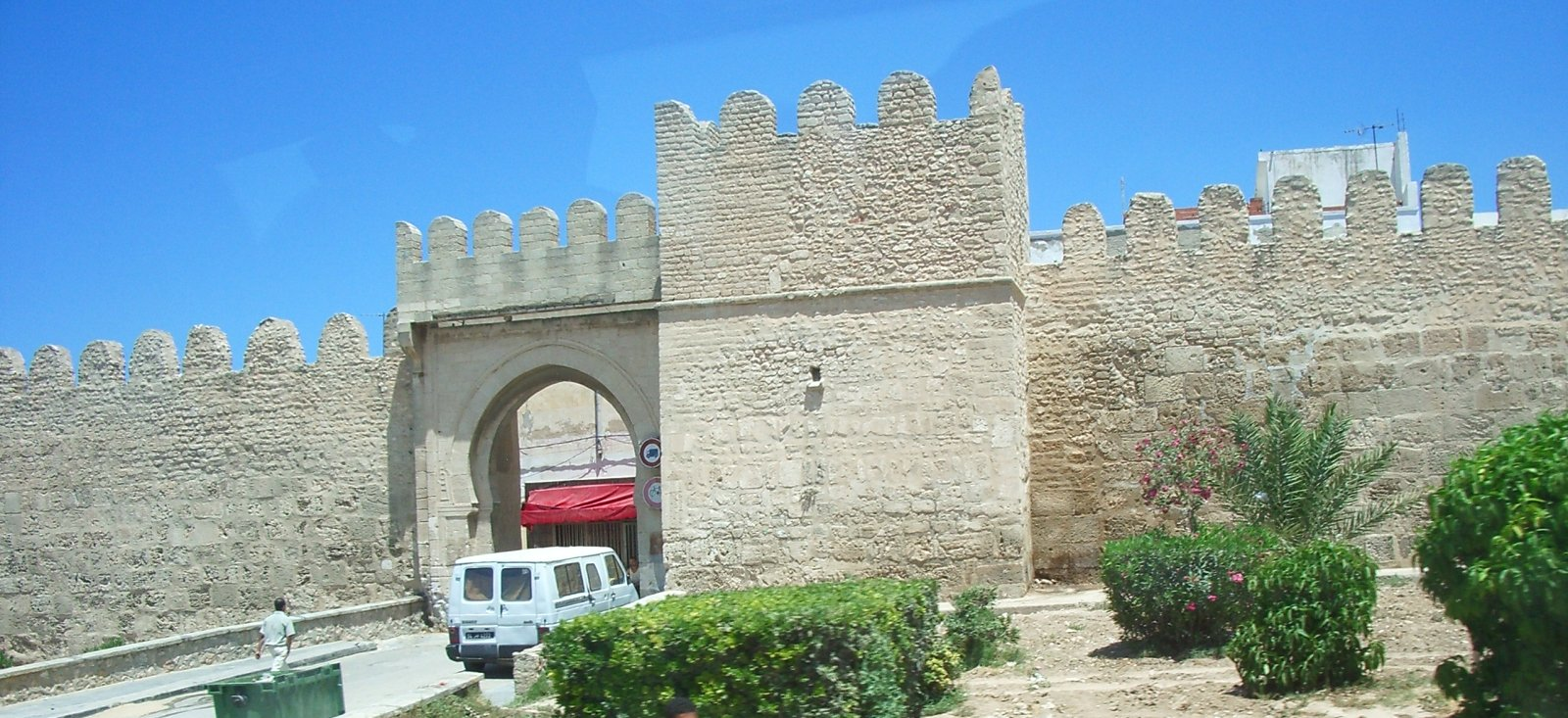
Ribat de Sussa

Sussa (àrab: سوسة, Sūsa), coneguda també per la forma francesa del seu nom, Sousse, és una ciutat de Tunísia, capital de la governació homònima i tercera ciutat del país. Està situada a la costa oriental, en un turó de 40 metres d'altura dominat per la kasba, delimitada per dos rierols, l'Oued Bliban, amb el seu afluent l'Oued El Kharrub, al nord i nord-oest, i l'Oued El Halluf al sud, proper a la llacuna salada o sabkha de Sussa.

## Clima
El clima és suau (11 graus de mitjana a l'hivern) i pluja de 69 dies l'any amb 327 mm, i només 10% de dies ennuvolats de manera important. Té més de 3.300 hores de sol a l'any i 9 hores al dia que arriben a 12 el juliol (6 el desembre).

## Demografia
Està densament poblada (uns 200 habitants per km², mentre la mitjana de Tunísia és de 60 habitants per km²) i formada per unes trenta aglomeracions petites i properes una a l'altra en un radi de 25 km que conformen la ciutat i els suburbis. La municipalitat té 173.047 habitants i l'aglomeració urbana ronda o potser passa els 400.000.

## Economia
El port de Sussa és avui dia el darrer del país entre els ports comercials, però té una bona activitat i exporta entre altres coses la sal de Sahline (des del 1951) amb 50.000 tones any.
L'economia agrícola de la zona de la rodalia està basada en l'olivera, però cada cop més hi són presents els fruiters.
La indústria està molt present a la ciutat, sobretot la filatura i el tèxtil, la indústria de derivats dels cereals i la fabricació de pots i plats.
L'aeroport més proper de Sussa és el de Monastir, uns 25 km al sud. Al nord de Sussa, a Enfidha (gairebé 40 km), s'està construint un nou aeroport internacional.

## Història

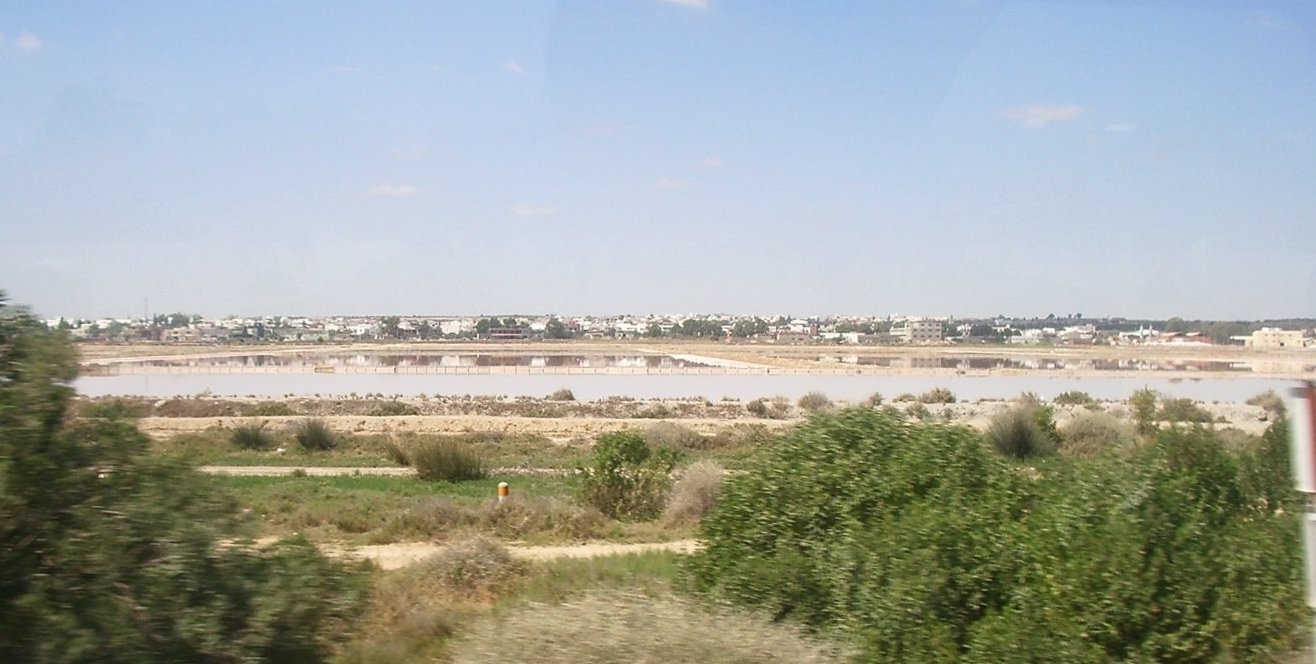
Sabkha de Sussa

### Antiguitat
Sussa fou fundada per mariners fenicis procedents de Tir probablement el segle ix aC i va portar el nom d'Hadrim. En documents escrits no s'esmenta fins al segle iv aC, però s'hi troben restes del segle vi aC quan va passar a control cartaginès i fou una ciutat cartaginesa important.
Aliada als romans durant la Tercera Guerra Púnica, va passar a domini de Roma el 146 aC amb el nom d'Hadrumetum i com a ciutat lliure, i fou capçalera de la província romana de l'Àfrica. Va prendre partit pels pompeians i el 46 aC fou privada dels seus privilegis.
Al segle i, sota Trajà, fou convertida en colònia. El 238 va donar suport a un pretendent a l'Imperi que va fracassar i l'emperador Gordià II va arrasar alguns dels seus monuments i viles, i el port va perdre importància. Vers el 297 amb la reorganització de Dioclecià, fou convertida en capital de la província Bizacena que ocupava l'actual Sahel tunisià.
Va passar als vàndals el 439 que la van malmetre, i li van canviar el nom a Hunericòpolis. Va fer front a atacs berbers i finalment, el 533 els vàndals foren derrotats pels romans d'Orient i la ciutat va passar a mans dels grecs que li van donar el nom de Justiniàpolis i la van fer capital d'una de les set províncies de la diòcesi d'Àfrica.

### Edat mitjana
El 647 fou conquerida pels àrabs dirigits per Abd-Al·lah ibn az-Zubayr, i la ciutat fou destruïda i la basílica cristiana (construïda al segle iv sobre un antic temple pagà) fou totalment arrasada. Els musulmans es van instal·lar al barri de Sussa, creat probablement pels romans d'Orient. Entre el 775 i el 796 el governador abbàssida Yazid ibn Hàtim va construir, sobre el que havia estat la basílica, una fortalesa amb quatre torres als angles. La ciutat es va repoblar, però el nom de Susa va esdevenir definitiu.
Al segle ix ja era la segona ciutat d'Ifríqiya després de Kairuan, de la que constituïa el port natural. El 821 l'emir Ziyàdat-Al·lah I va construir el ribat, monestir-fortalesa dels murabitun (combatents per la fe) per defensar la costa d'incursions cristianes. El 851 va construir la gran mesquita (restaurada diverses vegades, la darrera el 1964). El 859 es van restaurar les muralles, que després foren altra cops restaurades el 1205. Amb les muralles el ribat va passar a ser un convent musulmà i es va construir una torre al sud-oest de la vila (al punt més elevat de la ciutat), anomenada Bordj Khalaf. A la seva rodalia es va construir la kasba. També el port fou dotat d'un potent arsenal. Des d'aquest port el cadi de Kairuan Àssab ibn al-Furat va iniciar la conquesta de Sicília (827) i abans havien sortit d'aquí expedicions a Sardenya, Còrsega i la Toscana. El 846 una expedició va sortir de Sussa i va atacar Roma i altres expedicions van atacar diversos punts d'Itàlia.
Tot i la fundació de Mahdia pels fatimites al començament del segle x, durant aquest segle i bona part del següent la ciutat era un gran nucli comercial amb molts comerços i tota mena de mercaderies. La prosperitat va acabar amb la invasió dels nòmades Banu Hilal a mitjan segle xi. La ciutat va entrar en decadència. Fou atacada pels normands diverses vegades, la darrera el 1159. L'empobriment de la regió interior, de la que Sussa era la sortida marítima, i la promoció de Tunis, capital dels hàfsides, van contribuir a la seva decadència. Al segle xiii la competència dels productes tèxtils europeus, va donar el cop de gràcia. Els genovesos es van instal·lar a la ciutat. El 1537 s'hi va establir una guarnició espanyola que hi va romandre fins al 1574.

### Època otomana
A l'inici del període otomà només tenia uns 15.000 habitants (tot i així, seguia sent la vila principal del Sahel). El comerç havia minvat seriosament i el port tenia poca activitat. Sota domini turc va recuperar l'activitat portuària al segle xvii i va esdevenir el segon port del país. S'hi exportaven brodats i productes artesans, activitat que es va ampliar al segle xviii. En aquesta època fou visitada per algun viatger estranger com Peysonnel que diu que la gent vivia dels productes de la terra. El mercat als diumenges (Suk al-Ahad) ja es feia en aquell temps (al segle XVII), prop de l'anomenada porta Bab al-Gharbi (Porta de l'Oest).
Fou força afectada per la guerra civil entre Muhammad Bei i el seu germà Ali Bei entre 1675 i 1686 i després entre Murat III i el seu cosí Romdhane, que es va refugiar a Sussa on fou finalment capturat i executat el 1699. El 1728, quan es va revoltar Ali Pasha, la ciutat es va declarar a favor de Hussein Bei, i s'hi van lliurar diversos combats, fins que els husseinites van triomfar el 1757. El bei triomfant va concedir a Sussa diversos privilegis.
Al final del segle xviii la ciutat fou bombardejada per França (1770) i per Venècia (1784 i 1786). Al segle següent, el 1864, es va unir a la revolta contra la imposició fiscal d'Ali ben Ghdhahum, i una vegada derrotada fou severament castigada pel general Ahmed Zarrouk, que hi va exercir una forta repressió, i va haver de pagar una multa que la va arruïnar.
Al final del segle xix, abans de l'establiment del protectorat, la ciutat tenia entre 7.000 i 8.000 habitants, però era una ciutat activa, la més activa després de Tunis. Dues ciutats properes eren més importants: Kalaa Kebira (8.000 habitants) i Msaken (10.000).

### Protectorat francès
El 1881 es va establir a Tunísia el protectorat francès. El 16 de juliol de 1884 es va crear per decret la municipalitat de Sussa i es va posar en funcionament un nou port. El francesos van obrir una línia ferroviària de Tunis a Sussa el juny de 1896, i de Sussa a Kairuan l'abril de 1898 (al mateix any es va fer un ramal Sussa-Moknine que el 1907 es va perllongar fins a Mahdia). El desembre de 1909 es va obrir la via fèrria de Sussa a Henchir Souatir, prop de Kasserine, per permetre l'arribada al port de Sussa dels fosfats de la regió de Gafsa. El maig de 1911 es va inaugurar la línia de Sussa a Sfax. També es van crear indústries agroalimentàries per transformar els productes produïts a la regió, i es van crear nombrosos serveis públics: administració, policia, hospital, escoles…
Entre desembre de 1942 i maig de 1943 va patir 39 bombardejos. La destrucció que va provocar va suposar el final del creixement harmònic de la ciutat iniciat als anys 1920, i la concentració en la reconstrucció, mentre la població romania o es col·locava en nuclis molts dispersos. Això va obligar a augmentar el terme municipal el 1945 (de 29 hectàrees es va passar a 400).

### Tunísia independent
Amb la independència del país, el 21 de juny de 1956 es va crear la governació de Sussa i la ciutat fou declarada la seva capital. El terme municipal es va ampliar altra vegada el 1959 (fins a 900 hectàrees) i de nou el 1962 i el 1965. El seu desenvolupament massiu fou a partir de 1970, amb l'arribada del turisme. El terme municipal es va incrementar per darrer cop temporalment el 1976 (arribant a 3.081 hectàrees) amb l'annexió de les petites comunes de la part sud que després es van segregar altra vegada el 1992 (però el terme municipal va quedar en 3.100 hectàrees).
Les activitats primàries, com la pesca, només ocupen l'1,5% de la població (5.000 tones l'any), mentre la indústria ocupa al 48%, especialment la de transformació (tres cinquens del total) i el tèxtil i cuiro (19%); la construcció ocupa al 10% i altres indústries la resta (electricitat i mecànica, 6%; materials de construcció, 2%; química, 1%; indústries manufactureres, 1%). Els serveis (comerç, 10%; transports i comunicacions, 7%; serveis privats i turisme, 9%, i altres, 3%) ocupen també una part de la població de l'ordre del 29%, i la resta són funcionaris d'ensenyament, medicina, policia, organismes públics, etc., un 23%. El turisme es concentra principalment al nord de la ciutat, a Port El Kantaoui (estació creada el 1980). Avui dia entre Sussa i Hergla hi ha més de 100 hotels que és el 15% dels hotels nacionals.

## Demografia

### Evolució de la població
- 1885: 8.577
- 1921: 19.764
- 1926: 21.298
- 1931: 25.324
- 1936: 28.465
- 1946: 36.566
- 1956: 48.172
- 1966: 58.161
- 1975: 69.530
- 1984: 83.530
- 1989: 108.727
- 1994: 134.835
- 2004: 173.047

## Monuments
La medina de Sussa ha estat declarada patrimoni de la Humanitat per la UNESCO el 1988. Ha estat restaurada i presenta un bon aspecte. A l'interior es troben les botigues tradicionals del soc. Envoltada per muralles i fortaleses, té un ribat fundat per fer front a atac cristians i també com edifici religiós al segle VIII, al qual el 821 s'hi va afegir una torre de vigilància. La sala de pregària és probablement la més antiga d'Àfrica. La torre de vigilància sobresurt en altura al centre. Les muralles tenien inicialment tres portes (Bab Bhar o Porta de la Mar; Bab Qibli o Porta de la Qibla, i Bab Gharbi o Porta Occidental) a les que es van afegir tres més al segle xix (Bab Jedid o Porta Nova, el 1864, Bab Finga o Porta de la Guillotina, i Bab Jebli o Porta Septentrional, abans del 1895). Algunes parts foren enderrocades per poder acollir artilleria i una part fou destruïda pels bombardejos del 1943.
Prop de la torre es troba la gran mesquita construïda el 850, que té aspecte de fortalesa, i protegia inicialment el port de Sussa junt amb el ribat. L'interior de la sala de pregària és molt simple. De la fortalesa de la kasba no en queda més que la torres de Khalaf (Bordj Khalaf) que modernament es va fer servir com a far.
La qubba Ben Kahaoui és un mausoleu funerari d'un notable local del segle xi. A l'interior hi ha una sala quadrada. Avui dia és el museu d'arts i tradicions populars.
La madrassa Zoukak és un complex cultural amb madrassa, mesquita i cambra funerària fundat per un religiós al segle x que fou enterrat a la seva pròpia casa que encara no era una madrassa. La cúpula és relativament moderna (segle xviii) i al nord-oest té un minaret d'època otomana probablement del mateix segle xviii.
La mesquita de Sidi Ali Ammar té una façana especial, esculpida, i està datada en la seva primera fase al segle x amb afegits del segle xi.
La mesquita Bou Ftata és del segle xi, però el minaret és modern.
Les muralles arriben fins a la zona del port de Sussa, a la zona de la plaça dels màrtirs, on es troba una còpia del mosaic on apareix Virgili, considerat un dels millors mosaics del món (l'original és al Museu del Bardo). Les catacumbes cristianes tenen 240 galeries amb 1.500 tombes, i estan millor preservades que les de Roma. Una altra resta romana és la cisterna de La Sofra, a la zona de Souk Er Rabat, a la medina, que abastia d'aigua a la ciutat també en època musulmana.
D'època otomana es conserva, entre d'altres, el Mausoleu de Sidi Boujaâfar. El Museu Antic de Sussa és el segon més important del país després del Bardo, amb quatre galeries i onze sales, principalment amb mosaics romans i cristians.

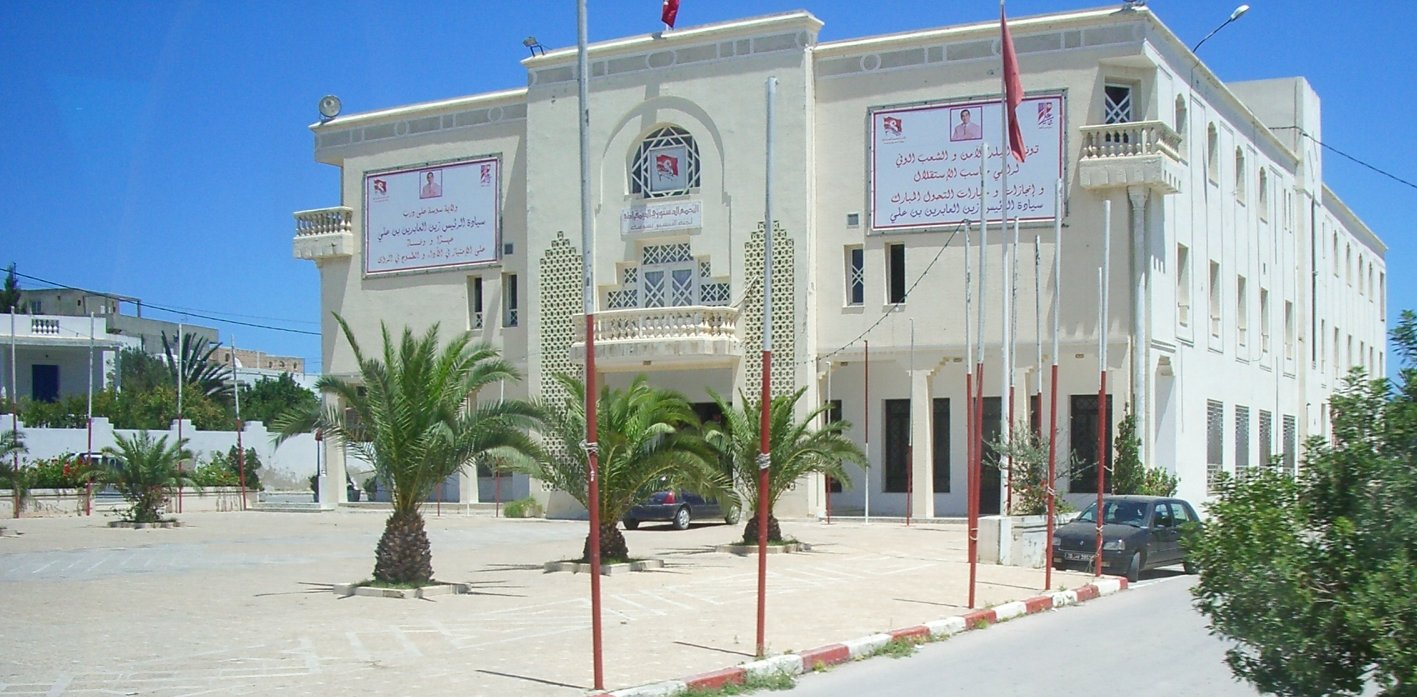
Edifici de govern
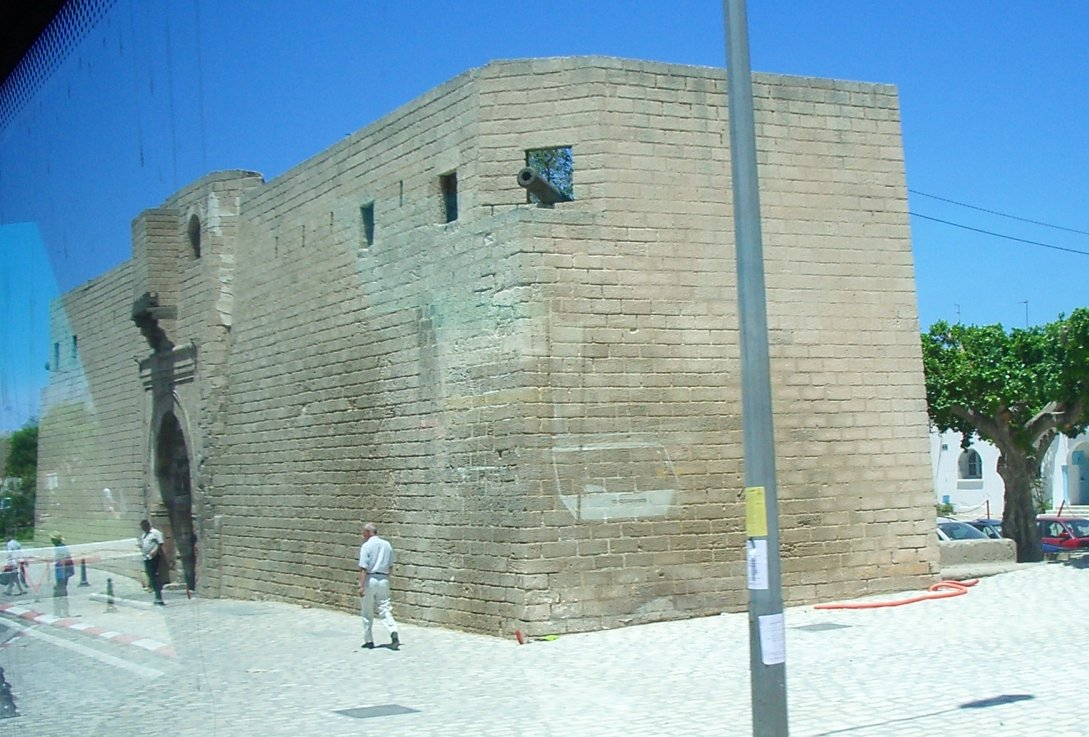
fortalesa
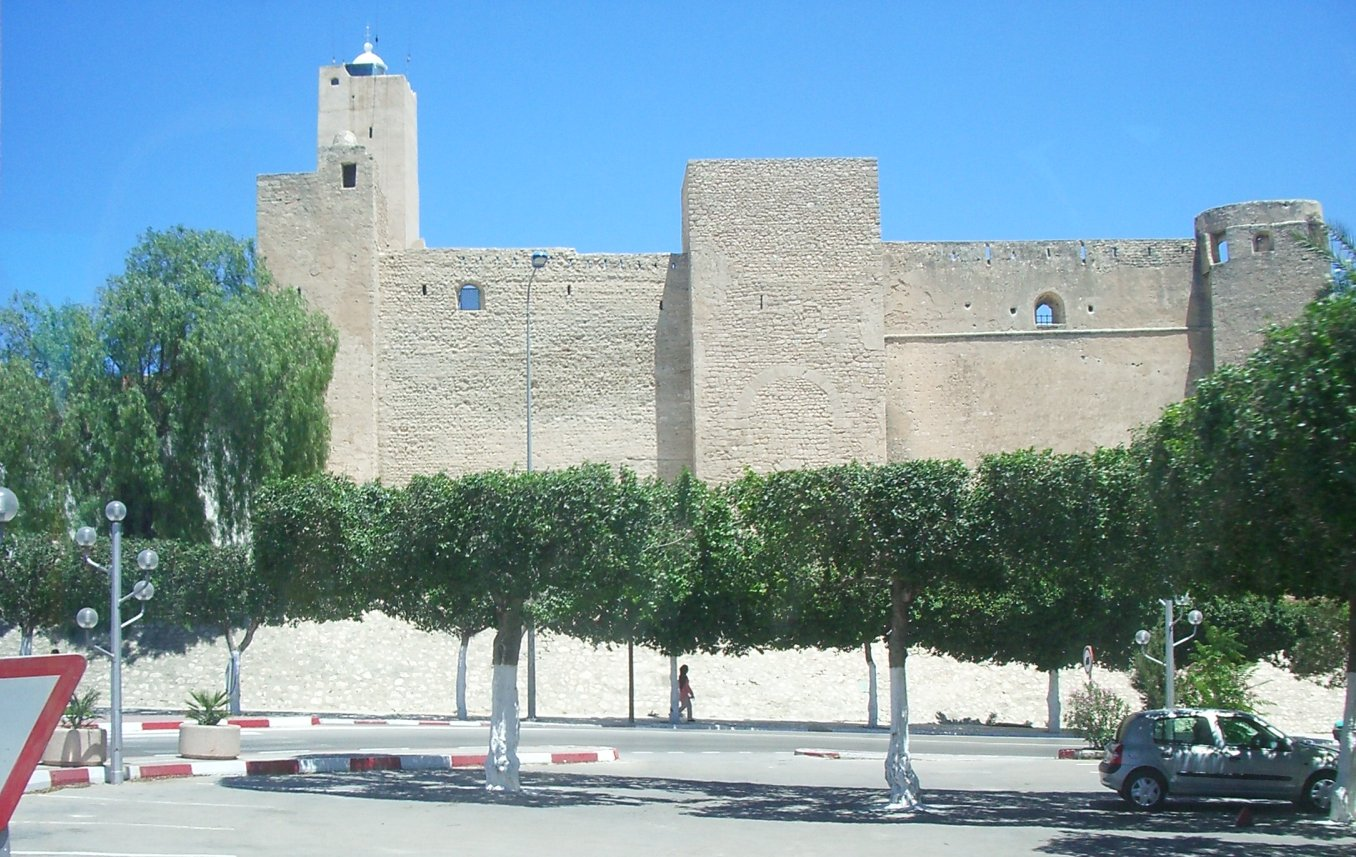
muralles
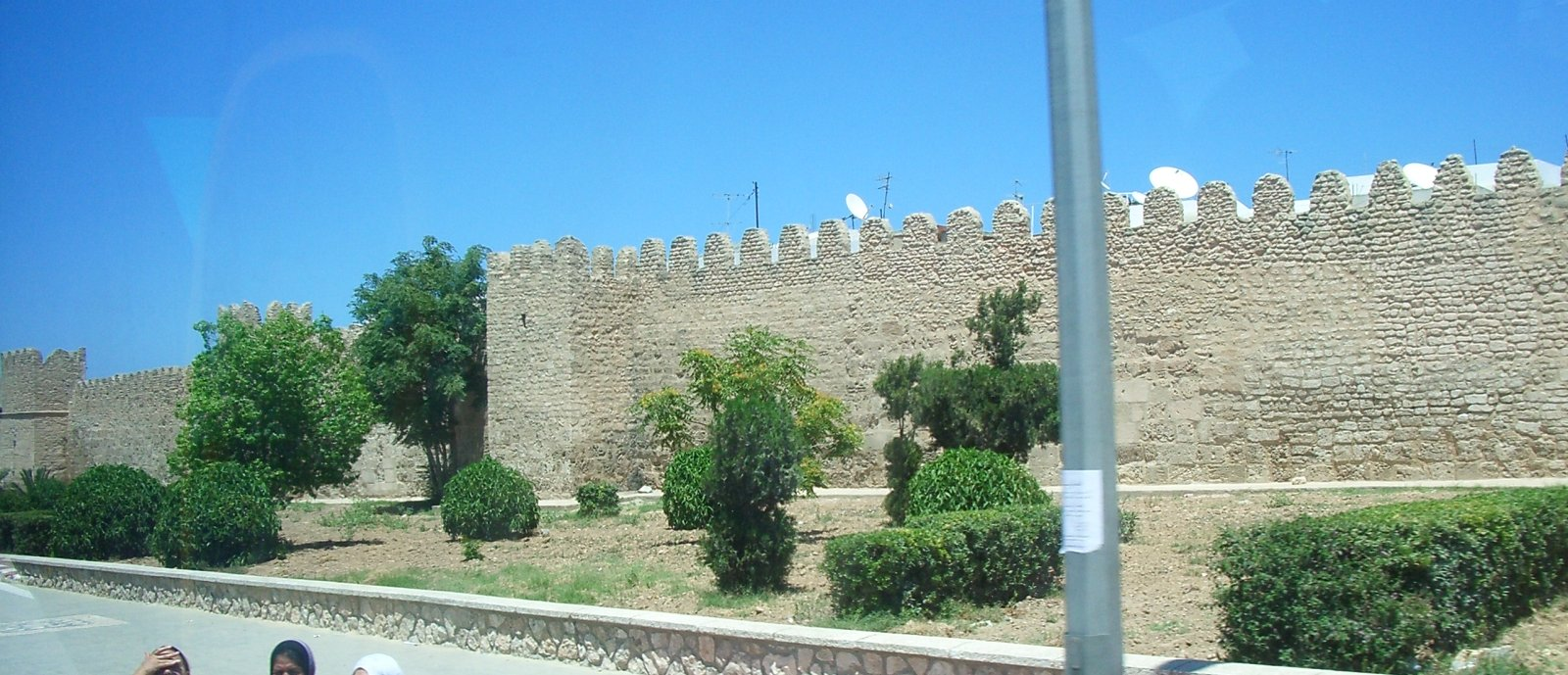
muralles
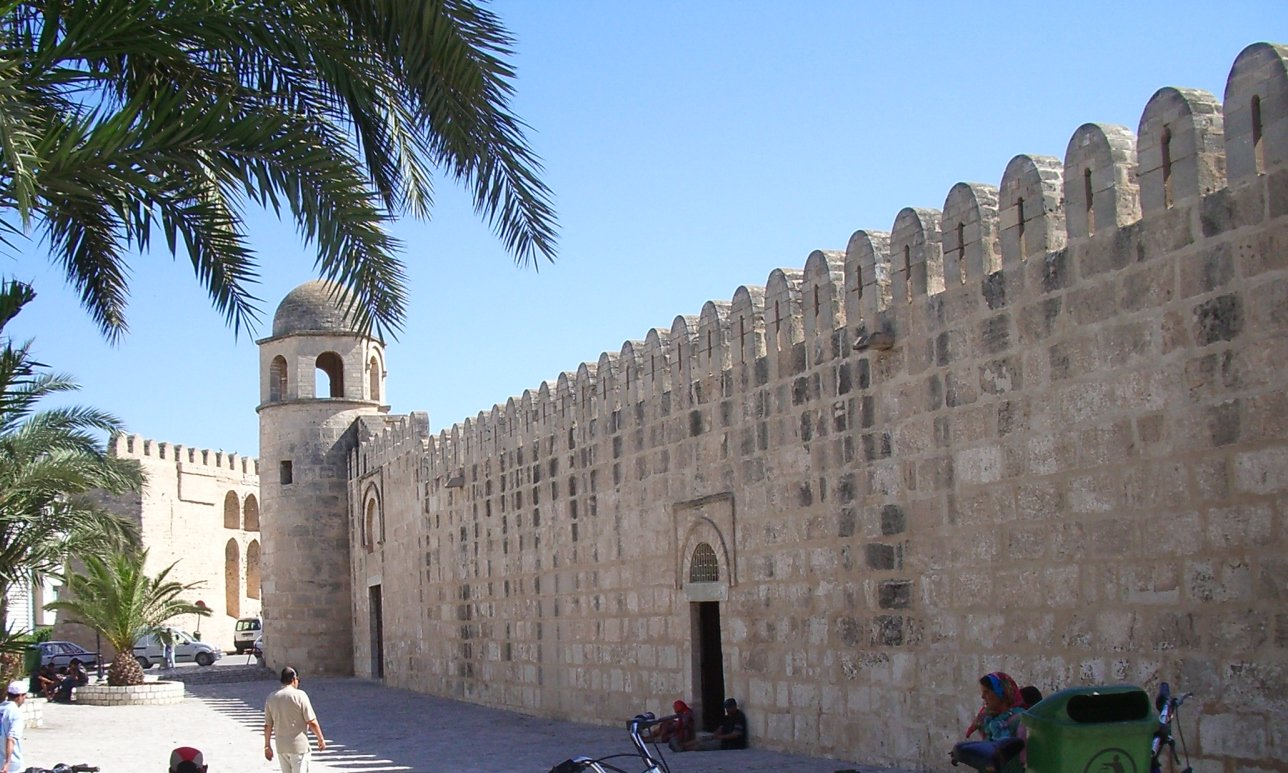
ribat
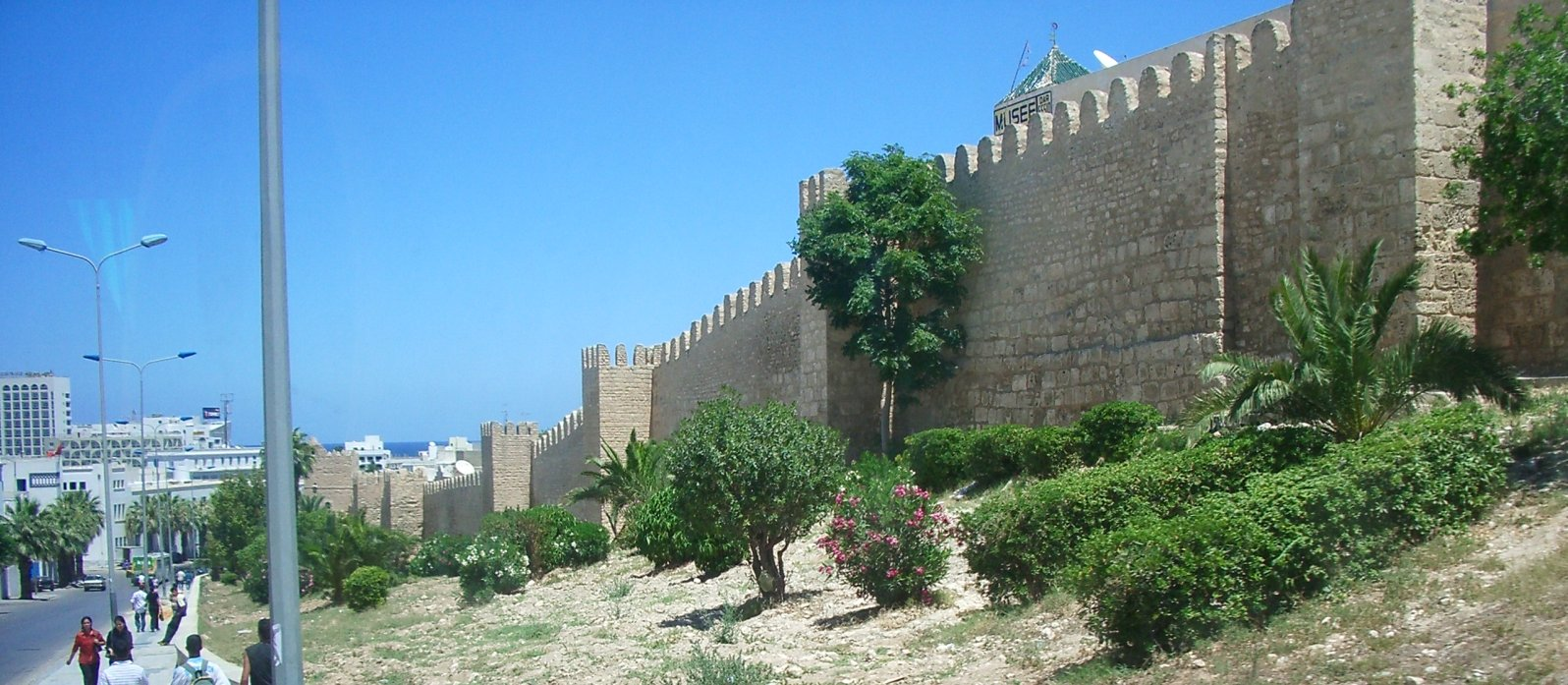
muralles
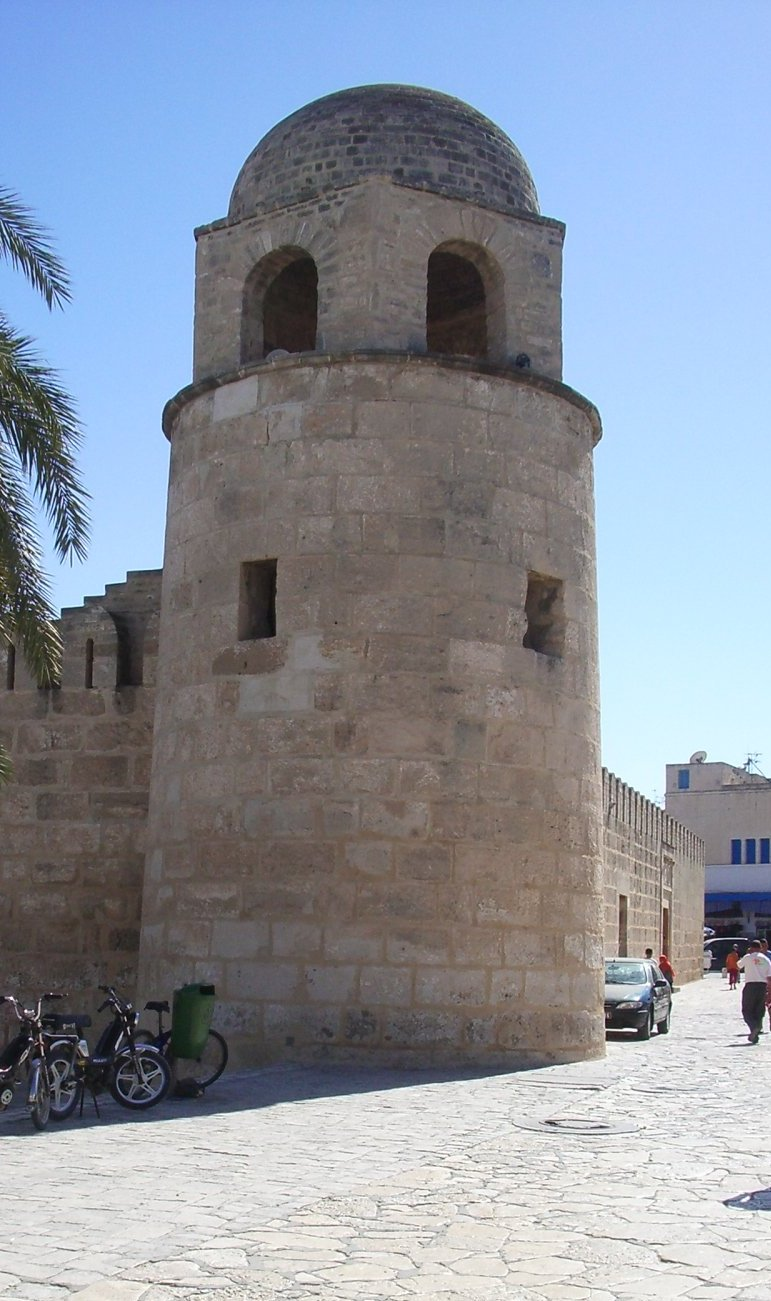
torre de la gran mesquita
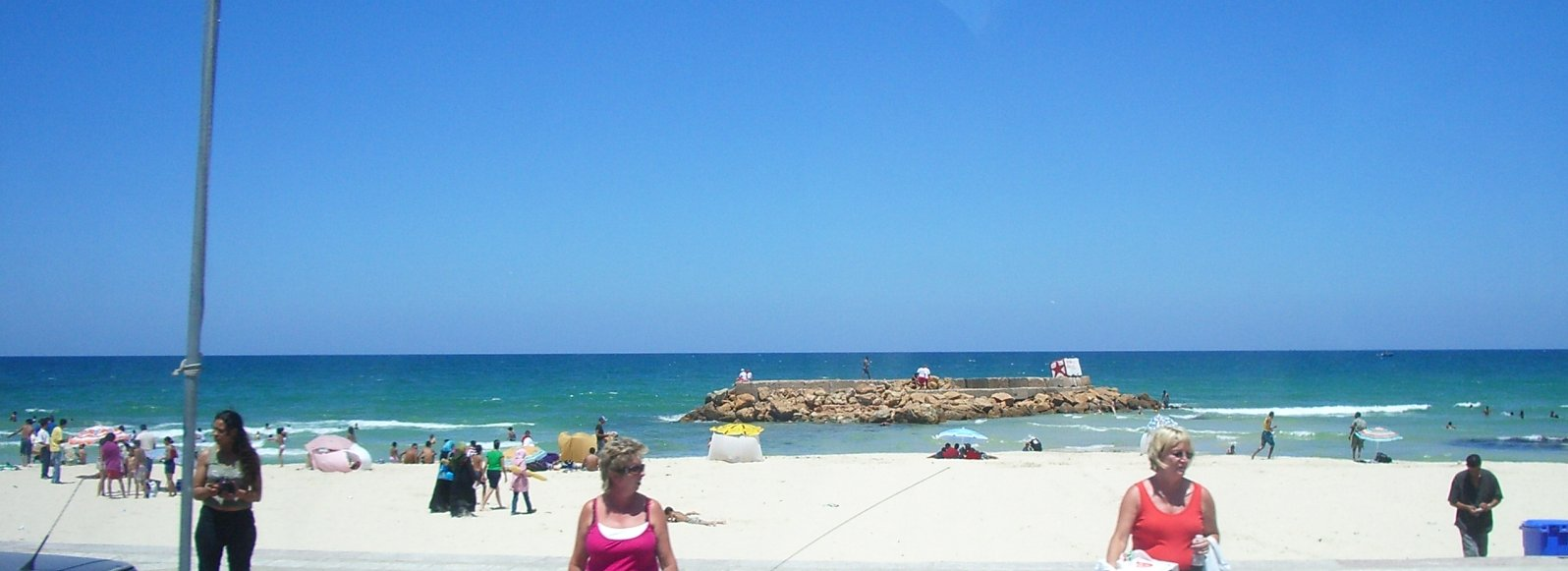
platja

## Administració
La ciutat forma una municipalitat o baladiyya, amb codi geogràfic 31 11 (ISO 3166-2:TN-12), dividida en quatre circumscripcions o dàïres:
- Sousse Atika (31 11 11)
- Sousse Nord (31 11 12)
- Cité Riadh (31 11 13)
- Sousse Sud (31 11 14)

Al mateix temps, està repartida entre quatre delegacions o mutamadiyyes, Sousse Médina (codi geogràfic 31 51), Sousse Riadh (codi geogràfic 31 52) , Sousse Jaouhara (codi geogràfic 31 53) i Sousse Sidi Abdelhamid (codi geogràfic 31 54), dividides en cinc, tres, sis i quatre sectors o imades, respectivament.